# یانگوزنارات
یانگوزنارات (انگلیسی: Yanguznarat) یک شهرک در شهرستان کراسنوکامسکی استان باشقیرستان کشور روسیه است.